# Oppressing the Masses
Oppressing The Masses è il secondo album in studio del gruppo thrash metal Vio-lence, pubblicato nel 1990 dalla Megaforce Records.
L'album presenta brani molto veloci nella maggior parte dei casi, non disdegnando però dei rallentamenti improvvisi (Officer Nice ad esempio). Meno "selvaggio" del debutto Eternal Nightmare, risulterà un buon successo a livello di vendite ma piuttosto deludente a livello di esibizioni live, per via della scarsa organizzazione e del poco interesse del pubblico, ormai orientato verso il grunge e il metal più orecchiabile (es. l'omonimo dei Metallica). Teoricamente i brani avrebbero dovuto essere 9, ma Torture tactics è stata esclusa per l'eccessiva aggressività del testo.

## Tracce
1. I Profit
2. Officer Nice
3. Subterfuge
4. Engulfed by Flames
5. World in a World
6. Mentally Afflicted
7. Liquid Courage
8. Oppressing the Masses

## Formazione
- Sean Killian - voce
- Phil Demmel - chitarra
- Robb Flynn - chitarra
- Dean Dell - basso
- Perry Strickland - batteria